# Кубаева, Рано Джалиловна
Рано Джалиловна Кубаева (род. 25 ноября 1961, Ташкент, Узбекская ССР, СССР) — советская и узбекская киноактриса, кинорежиссёр, сценаристка и продюсер.

## Биография
Родилась 25 ноября 1961 года в Ташкенте (Узбекистан). В 1983 году она окончила актёрский факультет ВГИКа, мастерскую Бориса Чиркова.
В кино Рано Кубаева дебютировала ещё в студенческие годы. Одна из первых её больших работ — роль девушки по имени Айна в историко-биографическом фильме «Юность гения» режиссёра Эльёра Ишмухамедова, рассказывающем о жизни выдающегося восточного ученого и медика Авиценны.
После окончания учёбы Рано Кубаева активно снималась в кино — преимущественно на киностудии «Узбекфильм». Среди её работ: инспектор детской комнаты милиции Дильбар Сабировна в детском фильме «Поезд со станции детства», Зебо в сказке «Созвездие любви», жена Алима в социальной драме «Клиника», продавщица книг в остросюжетном фильме «Заповедный холм».

### Личная жизнь
Рано Кубаева была замужем за своим однокурсником — актёром Бахрамом Матчановым.
Их дочь — Равшана Куркова — продолжила актёрскую династию.

## Творчество

### Кинокарьера
Впервые в качестве режиссёра и сценариста Рано Кубаева выступила в 1994 году, представив драму «Младшая», снятую на киностудии «Узбекфильм». Дебют оказался удачным — в 1995 году картина получила Первый приз за режиссуру на кинофестивале женского кино в Минске и профессиональный приз кинематографистов Узбекистана «Грифон».
В 1999 году брат Рано Кубаевой, режиссёр Рауф Кубаев, снял по её сценарию великолепную ленту «Белый танец», собравшую букет призов на различных престижных кинофестивалях. В этой ленте Рано Кубаева исполнила одну из ролей.
В 2004 году Рано Джалиловна поставила уже собственную картину — комедию «Чудная долина», главные роли в которой исполнили выдающиеся актёры Надежда Румянцева и Михаил Козаков.
В дальнейшем как режиссёр Рано Кубаева участвовала в постановке таких фильмов и телесериалов, как «УГРО. Простые парни» (вторая и третья части), «Фига.Ro» и «Реальные кабаны».
С 1998 года Рано Кубаева — художественный руководитель кинокомпании «САДР» (Москва).

## Фильмография

### Актриса
- 1982 — Юность гения — Айна
- 1983 — Приключения маленького Мука — матушка Мука
- 1985 — Созвездие любви — Зебо
- 1986 — Поезд со станции детства — Дильбар Сабировна, инспектор детской комнаты милиции
- 1987 — Клиника — жена Алима
- 1988 — Заповедный холм — продавщица книг
- 1989 — Бархан — эпизод
- 1990 — Гамлет из Сузака, или Мамайя Кэро — жена
- 1991 — Камми — Рена
- 1998 — С днём рождения!
- 1999 — Белый танец
- 2003 — С любовью, Лиля
- 2017 — Про любовь. Только для взрослых — мать Оли
- 2025 — Финал

### Режиссёр
- 1994 — Младшая
- 2004 — Чудная долина
- 2005 — Частный детектив
- 2007 — УГРО. Простые парни
- 2009 — Фига.Ro
- 2009 — Реальные кабаны
- 2013 — Я тебя никогда не забуду

### Сценарист
- 1994 — Младшая
- 1999 — Белый танец
- 2004 — Чудная долина

### Продюсер
- 1999 — Белый танец
- 2009 — Фига.Ro